# Mon île

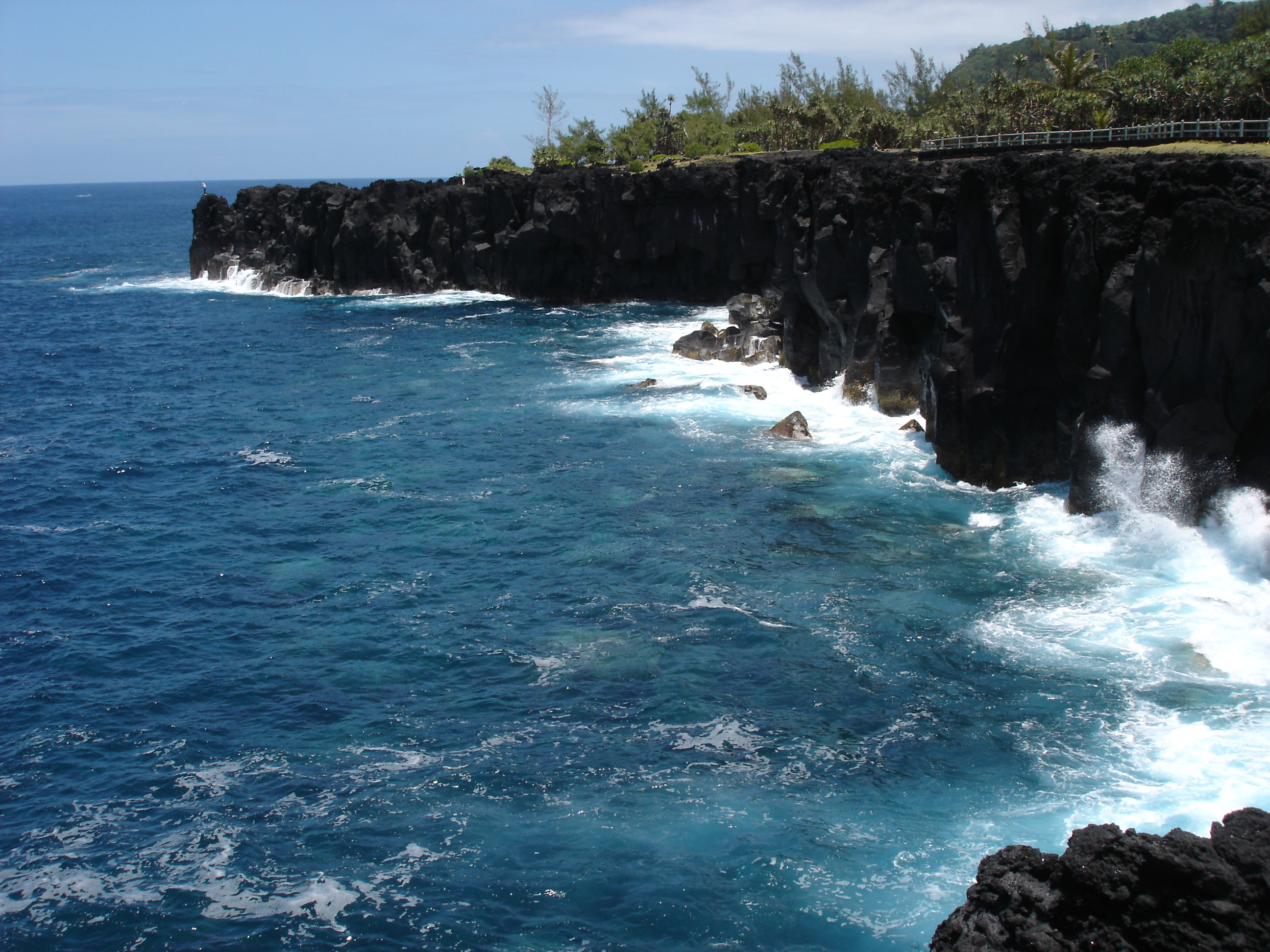
À l'image du cap Méchant, cap du sud de ce département d'outre-mer français, La Réunion a choisi comme ceinture, selon les paroles de Mon île, « de hautes falaises blessures » où l'océan gronde fort.

Mon île est une chanson de la chanteuse française Jacqueline Farreyrol très connue à La Réunion, qui en est le sujet principal. Interprétée pour la première fois pendant dans le cadre d'une émission de télévision diffusée dans ce département d'outre-mer, elle marque un véritable tournant dans la carrière de l'artiste, qui a composé la musique et écrit le texte. De fait, « ni en séga ni en créole », le titre connaît un grand succès auprès du public, et est bientôt transformé par la musicienne en un 45 tours auto-produit.
Chanson au rythme lent et aux paroles mélancoliques, elle évoque en plusieurs couplets une île ne répondant pas aux stéréotypes de l'île tropicale, car montagneuse et à l'histoire chargée, avant que ne soit finalement révélé, dans les tout derniers vers, que cette terre forme néanmoins « le plus beau livre d'images » de l'interprète, et qu'il s'agit bien de La Réunion. Selon Jean-Loup Gaillard, professeur de français qui a étudié le patrimoine littéraire réunionnais, Mon île rompt ainsi avec les habituelles présentations de ce département, « île-paradis, île-carte postale ». Mais selon Christophe David et Bernadette Ladauge, auteurs d'un ouvrage synthétique sur la musique réunionnaise du XXe siècle, Mon île est néanmoins, tout comme P'tite fleur aimée, chef-d'œuvre de Georges Fourcade et Jules Fossy, une chanson « symbolique » de son terroir d'origine en plus de démontrer, comme le fait aussi Kaskavel, le titre de Kayamb, « que les Réunionnais sont sensibles aux jolies romances ».
En 2006, en tout cas, la chanson a servi de générique de fin aux quatre épisodes de la saga de l'été diffusée par France 2 et intitulée Les Secrets du volcan. Tourné à La Réunion, ce drame de Michaëla Watteaux compte Jacqueline Farreyrol parmi ses seconds rôles.

## Annexe